# Gorzów Wielkopolski
Gorzów Wielkopolski (kiejtéseⓘ, IPA: ['gɔʒuvvʲɛlkɔ'pɔlski], németül Landsberg an der Warthe) Lengyelország nyugati részén fekvő járási jogú város, a Lubusi vajdaság  és a gorzówi járás székhelye.

## Története
A Bolesław Rogatka legnicai herceg és Magdeburg érseke közötti megállapodás alapján 1249-ben Lubusz Brandenburg kezére került. 1260-ban I. Przemysł nagylengyel herceg lánya, Konstancja hercegnő férjhez ment János brandenburgi őrgróf fiához, Konrádhoz, és hozományként a santocki vármegyét kapta, magának a várnak a kivételével. 1257-ben I. János őrgróf az aszkániai dinasztiából származó Albrecht de Luge lovagot felhatalmazta, hogy a megye és Lubusz határához közel várost alapítson Landisberch Nova (Új-Landsberg, megkülönböztetésül a Berlin melletti Ó-Landsbergtől) néven.
Landisberch gyorsan fontos kulturális és kereskedelmi központtá fejlődött Németország keleti szögletében.  A városalapítással egyidejűleg gótikus plébániatemplomot is kezdtek építeni, mely 1537 után lutheránus volt, jelenleg római katolikus katedrális. 1433-ban a husziták ostromolták a várost, a 17. században néhány évtizedig svéd megszállás alatt volt, a hétéves háborúban az orosz hadsereg szállta meg, azért, mert együttműködött Napóleon seregével.
A legkiemelkedőbb háború  előtti landsbergi személyiségek közé tartozik: Max Bahr (színes jutazsákok gyárának tulajdonosa, a jelenlegi püspöki palota tulajdonosa, a városi fürdő építésének (1928) kezdeményezője), Herman Pauksch gyáros (a Stary Rynek szökőkútjának (1897) alapítója, melyet gorzówiak és korábbi német lakosok összefogása épített újjá 1997-ben), annak a villának a tulajdonosa, amely ma a Városi kultúrháznak ad otthont, Gustaw Schroeder, a kábelgyár megalapítója, annak a villának az építője, melyben jelenleg a Muzeum Sztuk Dawnych (Régi művészetek múzeuma) kap helyet. A Warta menti Landsbergben született 1929-ben Christa Wolf, a Német Demokratikus Köztársaság leghíresebb írónője, néhány író, tehetséges művész és mérnök.
A város fekvése – a Kłodawa folyónak a Wartába ömlésénél, vízi és szárazföldi utak találkozásánál fekszik – jó feltételeket biztosított az urbanizációhoz és a város fejlődéséhez, mely a kereskedők és kézművesek munkája nyomán felvirágzott. A 20. század elején Landsberg épületeinek architektúráját Közép-Európa legszebbjei és legértékesebbjei közé sorolták.
A háborúk között legtragikusabbnak a második világháború bizonyult. A Wehrmacht helyőrsége, amikor visszavonult Kostrzynba a város mindkét hídját felrobbantotta, a Vörös Hadsereg bevonuló egységei pedig 1945. január 30-án felgyújtották a Stare Miastot (Óváros). Végül 1945 márciusában Landsberg lengyel nevet kapott: Gorzów nad Wartą lett. Ezután újabb gyors fejlődés kezdődött. Már az 1960-as évek közepén ötvenezren laktak a városban, meghaladva a háború előtti népességet. A 60-as évek végére Gorzów már közepes városnak számított. 1975-től a gorzówi vajdaság központja, 1979-ben a lakosság túllépte a 100 000 főt.
1999-től Gorzów a lubuszi vajdaság fővárosa.

## Gazdasága
Iparvállalatok:
- Stilon (vegyipar)
- Volkswagen Elektrosystemy (elektronika)
- Elektrociepłownia Gorzów (Gorzówi hőerőmű)
- Vetoquinol Biowet (gyógyszeripar)
- Bama Polska (könnyűipar)
- Gomad, Goma, Zremb (gépipar)
- Z. Marciniak SA (építőanyag ipar)
- „Gorzów Wagony”, „Simatra France” (fémipar)
- Faurecia (gépkocsigyártás)
- Spółdzielnia Mleczarska Rolmlecz, Przedsiębiorstwo „LAS Skwierzyna-Gorzów” (élelmiszeripar)
- Silwana (textilipar)

Gorzówban működik a Kostrzyn-Słubice Speciális Gazdasági Övezet egy része.

## Városrészek
- Baczyna
- Chróścik
- Chwalęcice
- Górczyn
- Janice
- Karnin
- Małyszyn
- Nowy Dwór
- Piaski
- Siedlice
- Śródmieście
- Wieprzyce
- Zakanale
- Zawarcie
- Zieleniec

## Oktatás
Főiskolák és egyetemek:
- Państwowa Wyższa Szkoła Zawodowa w Gorzowie Wielkopolskim
- Akademia Wychowania Fizycznego w Poznaniu|AWF w Poznaniu – Zamiejscowy Wydział Kultury Fizycznej w Gorzowie Wielkopolskim
- Wyższa Szkoła Biznesu w Gorzowie Wielkopolskim
- Wyższa Informatyczna Szkoła Zawodowa w Gorzowie Wielkopolskim
- Nauczycielskie Kolegium Języków Obcych w Gorzowie Wielkopolskim
- Akademia Medyczna im. Karola Marcinkowskiego w Poznaniu – Ośrodek Dydaktyczny w Gorzowie Wlkp.
- Politechnika Szczecińska – Konzultációs pont Gorzowie Wlkp.-ban
- Uniwersytet Szczeciński – Konzultációs pont Gorzowie Wlkp.-ban
- Uniwersytet Szczeciński – Instytut Filozoficzno-Teologiczny im. Edyty Stein w Zielonej Górze – Gorzówi képviselet
- Uniwersytet Zielonogórski – Konzultációs pont Gorzowie Wlkp.-ban
- Wyższa Szkoła Humanistyczno-Ekonomiczna w Łodzi – Információs és felvételi központ Gorzówban

## Sport
- Aeroklub Gorzowski
- Automobilklub Gorzowski
- AZS-AWF Gorzów – aikido, akrobatikus sportok, judo
- AZS PWSZ Gorzów
- Centrum Sportowo – Rehabilitacyjne "Słowianka"
- Stal Gorzów – Żużlowy Klub Sportowy
- Gorzowski Klub Piłkarski
- GMKS "Kadet" – strzelectwo sportowe
- GTPS Gorzów – sakk
- Miejski Klub Pływacki "Słowianka"
- Międzyszkolny Ośrodek Sportowy
- MKKS Gorzów
- KS Admira
- Ośrodek Sportu i Rekreacji
- ZTKKF Gorzów
- Gorzowski Serwis Sportowy

## Testvértelepülések
- Olaszország Cava de’ Tirreni
- Németország Eberswalde
- Németország Frankfurt an der Oder 1975
- USA Hazleton
- Németország Herford 1990
- Svédország Jönköping
- Ukrajna Sumy
- Németország Verden 1996